# Oliver Tarvet
Oliver Tarvet, né le 29 octobre 2003 à St Albans (Hertfordshire), est un joueur de tennis britannique, étudiant-athlète à l’Université de San Diego.

## Biographie
Oliver Tarvet débute le tennis au Batchwood Tennis Academy de St Albans. Il est éduqué à domicile afin de concilier études et entraînement intensif. Il cite Rafael Nadal comme son joueur favori.

## Carrière professionnelle
Passé professionnel en 2021, il s’illustre sur le circuit ITF où il remporte cinq titres en simple.
En juin 2025, il devient le premier joueur britannique depuis 2017 à se qualifier pour le tableau principal de Wimbledon via les qualifications, en battant successivement Térence Atmane (6-1, 7-6), Alexis Galarneau (6-3, 6-2) et Alexander Blockx (6-4, 6-7, 6-3).
Au premier tour, il élimine Leandro Riedi (6-4, 6-4, 6-4) avant de s'incliner au deuxième tour face à Carlos Alcaraz (1-6, 4-6, 4-6).

## Statut universitaire et restrictions financières
En tant qu’étudiant-athlète à l’Université de San Diego, il est soumis aux règlements de la NCAA, qui limitent ses revenus à 10 000 dollars par an. Malgré une récompense de 66 000 livres sterling pour sa participation à Wimbledon, il ne peut conserver qu’environ 7 300 livres sterling, le reste servant à couvrir ses frais de déplacement et d’entraînement.

## Parcours dans les tournois duGrand Chelem
| Année | Open d'Australie | Open d'Australie | Internationaux de France | Internationaux de France | Wimbledon      | Wimbledon      | US Open | US Open |
| ----- | ---------------- | ---------------- | ------------------------ | ------------------------ | -------------- | -------------- | ------- | ------- |
| 2025  | —                | —                | —                        | —                        | 2e tour (1/32) | Carlos Alcaraz |         |         |

N.B. : à droite du résultat se trouve le nom de l'ultime adversaire.

## Palmarès

### Titres en simple
- 5 titres sur le circuit ITF[2]

### Classements ATP
- Meilleur classement en simple : 624ᵉ (23 septembre 2024)[7]
- Meilleur classement en double : 2366ᵉ (19 mai 2025)[8]